# ロベルト・ドナドーニ
- ロベルト・ドナドニ

ロベルト・ドナドーニ（イタリア語: Roberto Donadoni, 1963年9月9日 - ）は、イタリア・ベルガモ県チザーノ・ベルガマスコ出身の元サッカー選手、サッカー指導者。しばしばドナドニとも表記される。現役時代のポジションはミッドフィールダー（主に左右のサイドハーフ）。

## クラブ経歴
1982年8月18日コッパ・イタリア、アヴェッリーノ戦でプロデビュー。9月12日ピストイエーゼ戦セリエAデビューを果たし、1984年5月27日ヴァレーゼ戦でセリエA初ゴールを決めるなど、アタランタの主力選手として活躍した。その活躍から、1986-87シーズンよりユヴェントスFCとの争奪戦を制したACミランに移籍、すぐにレギュラーを掴み、1986年10月26日第7節ブレシア戦にて移籍後初ゴールを決めた。翌1987-88シーズン、リーグ制覇を果たす。
ACミラン在籍時には6度のセリエA制覇、3度のUEFAチャンピオンズリーグ制覇（前身のチャンピオンズカップを含む）、2度のトヨタカップ制覇に貢献。ミランには不可欠な存在で、得点こそ少なかったが、当時のミランのかなりの得点チャンスが彼のクロスやパスから生まれている。クラブの黄金時代を支えた選手であり、ミランの殿堂入りも果たしている。
1988-89シーズン、チャンピオンズカップ2回戦2ndレグのレッドスター戦では、バシリエビッチのラフプレーにより、呼吸困難に陥ったが、顎に穴を開ける手術を受け、選手生命の危機を脱した。準決勝のレアル・マドリード戦では、1ゴール1アシストを決めて 決勝進出に貢献、決勝のブカレスト戦では、ルート・フリットのゴールをアシストした。
1989-90シーズン、 トヨタカップで優勝、チャンピオンズカップ準々決勝第2戦メヒェレン戦において、ドリブルで相手守備陣を翻弄していたが、延長戦も残り5分程度を残す中、相手から酷いラフプレーを受け、これに報復して、3試合の出場停止処分を受け、チームは決勝でベンフィカを破り優勝したが、準決勝、決勝への出場を逃した。
1991-92シーズン、リーグ無敗優勝を果たす。1992-93シーズン、リーグ優勝を果たすが、このシーズン、レンティーニ、エラーニオらの加入や負傷離脱で出場機会を減らした。チャンピオンズリーグ決勝では先発し58分までプレーするも、マルセイユに0-1と敗れた。
1993-94シーズンは、前シーズンから出場機会を増やし、スクデットとUEFAチャンピオンズリーグの二冠獲得に貢献、UEFAチャンピオンズリーグ決勝のFCバルセロナ戦ではドリブルでサイドを突破し、マッサーロの得点をアシストした。
1994-95シーズン、第16節バーリ戦、サビチェビッチの4ゴールのうちの2ゴールと、マッサーロのゴールもアシスト、3アシストを決めた。第28節のトリノ戦では、セリエAでキャリア初の2ゴールを決めた。UEFAチャンピオンズリーグ決勝のアヤックス戦で先発出場、正確なクロスでパヌッチ、シモーネのシュートチャンスを演出したが、どちらも決まらず、終了間際にクライファートにゴールを許し、1-0と破れた。
1995-96シーズン、第23節、優勝を争っていたユヴェントスとの対戦では、0-1からクロスでウェアの同点ゴールをアシストして勝ち点1獲得に貢献した。第27節のパルマ戦でゴールを決めて勝利に貢献した。第32節フィオレンティーナ戦に先発出場、この試合で勝利を決定的とするシモーネの得点をアシスト、チームは勝利してセリエA優勝を決めたため、その試合を最後にミランを離れ、1996年途中よりMLSのNYメトロスターズに加入、5月4日のタンパベイ・ミューティニー戦でデビューした。この年は17試合で3ゴール8アシストを決め、同年MLSベストイレブンに選出された。1996年、1997年と2度オールスターゲームにも出場した。メトロスター在籍時、ミラン時代の監督で、当時レアル・マドリードで監督を務めていた、ファビオ・カペッロからレアル・マドリード入りのオファーを受けたが、ミランと対戦する可能性があることから、「ミランとは戦いたくない。」との理由でこれを固辞した。
1997-98シーズン途中、カペッロがミランの監督に複帰すると、カペッロからミランへの複帰を熱望され、1999年6月30日までの契約で、ミランに復帰した。6節レッチェ戦に先発出場し復帰を果たす。
1998-99シーズン、限定された出場機会であったが、リーグ優勝を果たす。最後のミラノダービーとなった第25節では、60分にボバンとの交代で出場、ミランでの最後の試合出場は、第28節のパルマ戦、76分からボバンとの途中交代で出場したのが最後となった。
2000年にサウジアラビアのアル・イテハドで最後にプレー、リーグ優勝を成し遂げ、36歳にで現役を引退した。

## 代表経歴
イタリア代表としては、U-18代表、U-21代表を経て、1986年10月8日のギリシャとの親善試合でA代表デビュー、代表2戦目となった11月15日のスイス戦でA代表初ゴールを決めた。以降中心選手の一人として、UEFA欧州選手権1988ベスト4進出、1990 FIFAワールドカップ3位、1994 FIFAワールドカップ準優勝に貢献した。
1990 FIFAワールドカップでは大会を通じて好調なプレーを見せ、2アシストを記録した。また準決勝、アルゼンチン戦では、イタリア代表の中で最も高い評価を得るプレーをしたが、PK戦ではセレーナと共にPKを失敗、イタリアは敗退、3位決定戦のイングランド戦は怪我のため欠場した。
1994 FIFAワールドカップでもノルウェー戦以外の全試合に出場し、2アシストを記録。決勝トーナメント1回戦のナイジェリアとの対戦では、スルーパスをオーバーラップしたロベルト・ムッシに送り、ムッシの折り返しからR.バッジオのゴールが生まれ、1-1に追いつき、延長戦の末に勝利した。準々決勝のスペイン戦ではディノ・バッジョの得点をアシストした。準決勝のブルガリア戦ではスローインからではあるが、ロベルト・バッジョへのアシストを記録した。負傷で決勝への出場さえも危ぶまれたが、決勝のブラジル戦に出場、DF以外の選手のプレーが軒並み低調な中、孤軍奮闘したが、PK戦の末ブラジルに敗れた。前回大会でPKを失敗したためかPKのキッカーとしての登場はなかった。1994年11月16日UEFA EURO 1996予選、クロアチア戦で後半開始から交代出場でプレーしたが、以降しばらくの間代表を遠ざかった。
1996年、ユーロ1996の代表としてサプライズ選出され、全3試合でプレーした。UEFA EURO 1996、初戦のロシア戦はデル・ピエロとの交代で、後半開始から出場、以降先発の座を奪い、チェコ戦、グループリーグ最終戦、ドイツ戦では先発出場、ドイツ戦ではケプケを脅かすシュート、サイドを崩しフゼールへのクロスなどの見せ場を作ったが、ゾラのPK失敗で引き分け、イタリアはチェコと勝ち点で並ぶも、チェコとの直接対決で敗れていたため、グループリーグで敗退。そのドイツ戦でのプレーを最後に代表を引退した。
代表では63試合出場5ゴールの記録を残した。

## 指導者歴
2001年からは指導者として活動を始めた。ASリヴォルノ・カルチョ、ジェノアCFCで監督を務める。2005年から再びリヴォルノを率い、降格候補筆頭のクラブを中位まで押し上げるなど手腕を発揮していたが、アルド・スピネッリ会長ら首脳陣との対立から2006年春に辞任した。
その後、2006 FIFAワールドカップで優勝したマルチェロ・リッピの後任として、イタリア代表の監督に就任。トップにルカ・トーニを置くフォーメーションとして、そのトーニへロングボールを放り込む戦術を取った。UEFA EURO 2008ではグループリーグでオランダに30年ぶりに大敗、準々決勝でスペインに20年ぶりに（親善試合を除く）公式戦で敗れ、大会終了後の同年6月26日に監督を解任された。
2009年3月10日、エドアルド・レヤの後任としてSSCナポリ監督に就任。2009-10シーズンは2勝4敗1分と開幕から不振が続き、10月6日に解任された。
2010年11月16日、ピエルパオロ・ビーゾリの後任としてカリアリ・カルチョの監督に就任。低迷していたチームを一時9位まで押し上げ残留に導いたが（最終順位は14位）、マッシモ・チェッリーノ会長と対立してセリエA開幕前の2011年8月12日に解任された。
2012年1月9日、フランコ・コロンバの監督解任を受けてパルマFCの監督に就任。2013-14シーズンにはパルマFCをUEFAヨーロッパリーグ出場圏内である6位に導いたものの、所得税の納付遅延を理由にUEFAライセンスが降りず、パルマFCはヨーロッパリーグ出場権を剥奪された。2015年6月にパルマFCの破産が確定したことでリーグの規定により、監督としての契約が失効した。
2015年10月28日、成績不振により解任されたデリオ・ロッシ監督の後任としてボローニャFCの監督に就任。2016年2月19日のユヴェントスとの一戦でスコアレスドローに終わり、セリエA15連勝中のユヴェントスの連勝記録を止めることに成功した。以降2017-2018年までボローニャの監督を務めた。
2014年、2018年のワールドカップ後には日本代表監督候補として名前が挙げられた。
2019年中国1部、深圳の監督に就任したが指揮した14試合で2勝しか挙げることが出来ず2020年事実上解任される形で退任した。

## プレースタイル
ブルーノ・コンティのプレーの系譜を受け継ぐ選手で、代表チームでは、コンティがこれまで担っていたのと同様の役割を担った。
ドリブルを武器に、ドリブルからのパスやクロスで多くのチャンスを演出した。また、好不調の波が少なく、常に高いレベルで安定したプレーを披露した。ミラン加入後、リードホルム監督は右サイドのみで起用していたが、サッキ監督は中盤の様々なポジションで起用する様になり、次第に左サイドで起用されることが多くなった。ライカールトやアルベルティーニの代役として、ボランチとして、プレーすることもあった。サッキのゾーンプレスには欠かせない存在で、サッキは「練習から手を抜かず、常に全力を出し切り、与えられた役割を全うするハードワーカーで、自分のサッカー概念を最も体現できる選手である。」と評価していた。またプラティニからは1990年代イタリアで最も優れたミッドフィルダーと評された。

## 背番号
ACミランでは背番号が固定される以前、7番を付けてプレーすることが多かったが(1992-93シーズンはジャンルイジ・レンティーニが主に7番を着用していたため、7番を着用する事は少なかった。)、10番、8番、4番などを付けてプレーすることも度々あった。背番号固定制度後は、1995-96シーズンは11番。1997-98シーズンは32番、1998-99シーズンは8番。メトロスターズでは7番。
イタリア代表では、UEFA欧州選手権1988、1990 FIFAワールドカップ時は17番、1994 FIFAワールドカップでは16番、UEFA EURO 1996時は7番。

## 個人成績

### 代表での成績
出典
| イタリア代表 | 国際Aマッチ | 国際Aマッチ |
| 年           | 出場        | 得点        |
| ------------ | ----------- | ----------- |
| 1986         | 3           | 1           |
| 1987         | 9           | 0           |
| 1988         | 9           | 0           |
| 1989         | 7           | 0           |
| 1990         | 8           | 0           |
| 1991         | 1           | 2           |
| 1992         | 8           | 1           |
| 1993         | 2           | 1           |
| 1994         | 12          | 0           |
| 1995         | 0           | 0           |
| 1996         | 4           | 0           |
| 通算         | 63          | 5           |

## 代表歴
イタリア代表
- UEFA欧州選手権1988 (ベスト4)　(4試合)
- 1990 FIFAワールドカップ (3位)　(5試合)
- 1994 FIFAワールドカップ (準優勝)　(6試合)
- UEFA EURO '96 (グループリーグ敗退) (3試合)

## 獲得タイトル
クラブ
- セリエA (6回)

ACミラン：1987-88, 1991-92, 1992-93, 1993-94, 1995-96, 1998-99
- イタリア・スーパーカップ (4回)

ACミラン：1988,1992,1993,1994
- サウジ・プレミアリーグ (1回)

アル・イテハド：1999-2000
- UEFAチャンピオンズカップ/チャンピオンズリーグ (3回)

ACミラン：1988-89, 1989-90, 1993-94
- UEFAスーパーカップ (3回)

ACミラン：1989, 1990, 1994
- トヨタカップ (2回)

ACミラン：1989, 1990